# André Chorda
André Chorda (né le 20 février 1938 à Charleval, Bouches-du-Rhône, et mort le 18 juin 1998 à Nice) est un footballeur professionnel français. Comptant 24 sélections avec l'équipe de France, il participe à la Coupe du monde 1966.

## Carrière

### Carrière en club
Formé à Nice, il signe son premier contrat professionnel avec l'OGC Nice en 1957 et en 1959, il remporte avec son club le championnat de division 1. L'année d'après, il fait ses débuts en Coupe d'Europe des Clubs avec Nice mais l'équipe est éliminée en quart de finale par le Real Madrid.
En 1962, il rejoint les Girondins de Bordeaux, mais malgré une équipe talentueuse, ils ne parviennent pas à concrétiser. Ainsi en 1964, 1968 et 1969, il accède à la finale de la coupe de France mais les Girondins perdent à chaque fois. Finalement en 1970, il signe à nouveau avec Nice où il termine sa carrière en 1974.

### Carrière internationale
Il représente la France lors des compétitions internationales à partir de 1960 lors d'un premier match amical contre le Chili. Au total, il joue 24 matchs avec les bleus sans inscrire de but. Il est également sélectionné pour faire partie de l'équipe des bleus qui participe à la coupe du monde de 1966 organisée en Angleterre. Il ne joue finalement aucun match de l'équipe éliminée au premier tour.